# Walter Krüger

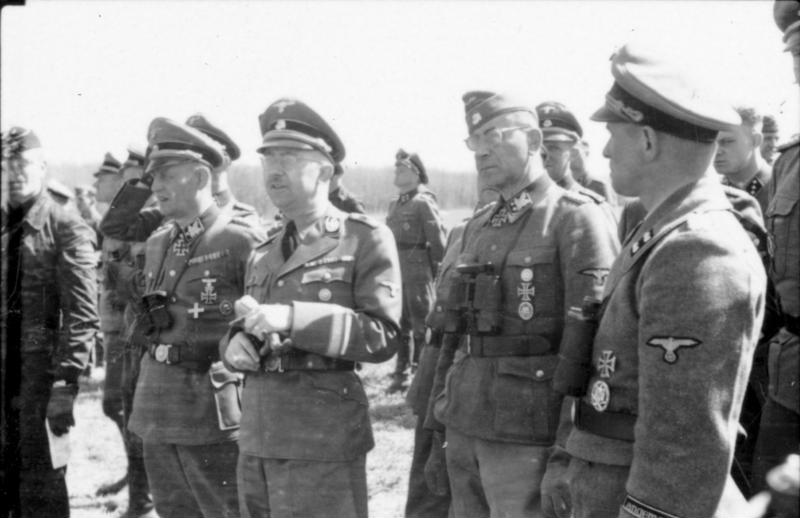
Walter Krüger primero por la izquierda con binoculares al pecho junto a Heinrich Himmler (centro) y el General SS Paul Hausser con binoculares al pecho (derecha), en Járkov, Rusia durante unas maniobras de la Segunda División SS "Das Reich".

Walter Krüger (Estrasburgo, entonces Imperio alemán; 27 de febrero de 1890 - Curlandia, Letonia; 22 de mayo de 1945) fue un oficial de las SS alemanas durante la Alemania nazi. En la Segunda Guerra Mundial, estuvo al mando de la 4.ª División SS Polizei, la 2.ª División SS Das Reich y el VI Cuerpo de Ejército de las SS (Letón). Al final de la guerra, Krüger se suicidó.

## Carrera
Krüger fue el mayor de dos hermanos quienes obtuvieron el rango de SS Obergruppenführer durante la Segunda Guerra Mundial. Walter Krüger estudió el bachillerato en Berlín y en 1900 ingresó al Cuerpo de Cadetes de Karlsruhe. Fue comisionado como Subteniente en 1908. 
Durante la Primera Guerra Mundial, sirvió como Adjunto al Jefe del Regimiento "Kaiser Wilhelm I" N.º 110 y posteriormente es nombrado Comandante del Batallón de Fusileros "Prinz Charles Anton von Hohenzollern" N.º 40 y en el Regimiento de Cazadores Prusianos N.º 2, hasta enero de 1919. Ascendido a Capitán del Reichswehr el 17 de agosto de 1917, Kruger sirvió en el Frente oriental, en el Tirol, en Serbia y fue herido el 11 de octubre de 1919, recibiendo la Medalla de Herido además de ser premiado con la Cruz de Hierro en sus dos clases. Después de la I Guerra Mundial, se unió a los Freikorps y luchó en la región del Báltico durante 1919.
En 1933, cuando Adolf Hitler alcanzó el poder, Krüger trabajó en el departamento de formación y entrenamiento del Reichswehr y la Wehrmacht. En 1935, se unió a las SS-Verfügungstruppe donde formó parte de la SS-Standarte Germania. En la escuela de oficiales de las SS en Bad Tölz, sirvió como instructor. Obtuvo la Cruz de Caballero de la Cruz de Hierro, después de tomar el mando de la División SS Polizei que luchó en el frente de Leningrado, participando el propio Krüger en el sitio de la propia ciudad.
Krüger se convirtió en comandante de la División SS Das Reich en marzo de 1943. Después de esto, continuó hasta convertirse en el inspector general de todas las tropas de infantería de las Waffen-SS. Asumió el comando del recién formado VI Cuerpo (letón) SS de voluntarios.
El 22 de mayo de 1945, Krüger se suicidó en la bolsa de Curlandia catorce días después de la rendición de la Alemania Nazi.

## Promociones
- SS-Obergruppenführer.u.Gen.d.W-SS: 21 de enero de 1944
- SS-Gruppenführer.u.Gen.Lt.d.W-SS: 30 de enero de 1942
- SS-Brigadeführer.u.Gen.Maj.d.W-SS: 20 de abril de 1941
- SS-Oberführer: 1 de enero de 1940;
- SS-Standartenführer: 30 de noviembre de 1938;
- SS-Obersturmbannführer: 30 de abril de 1935 (ingresó a las SS con ese rango).

## Condecoraciones y Medallas
- Cruz de Hierro (1914), 1ª y 2ª clase
- Cruz de Caballero de Segunda Clase de la Orden del León de Zähringen con Espadas (12 de marzo de 1915)
- Cruz de Caballero de la Orden de Hohenzollern con Espadas (24 de junio de 1918)
- Cruz al Mérito Militar de Baviera, 3ª Clase
- Medalla de herido en oro
- Cruz de Hierro (1939)
  - 2ª Clase (13 de junio de 1940)[1]
  - 1ª Clase (22 de junio de 1940)[1]
- Cruz de Caballero de la Cruz de Hierro con Hojas de Robles y Espadas
  - Cruz de Caballero el 13 de diciembre de 1941 como SS-Brigadeführer y Generalmajor de las Waffen-SS y comandante de la División SS-Polizei[2]
  - 286º Hojas de Roble el 31 de agosto de 1943 como SS-Gruppenführer y Generalleutnant de las Waffen-SS y comandante de la División SS-Panzergrenadier "Das Reich"[2]
  - 120ª Espadas el 11 de enero de 1945 como SS-Obergruppenführer y General de las Waffen-SS y comandante general del VI. SS-Freiwilligen Armeekorps[2]
- Anillo de honor de las SS, ("Totenkopfring")